# 33-й отряд специального назначения «Пересвет»
«Пересвет» — 33-й отряд специального назначения Росгвардии (33 ОСпН «Пересвет»).

## Задачи

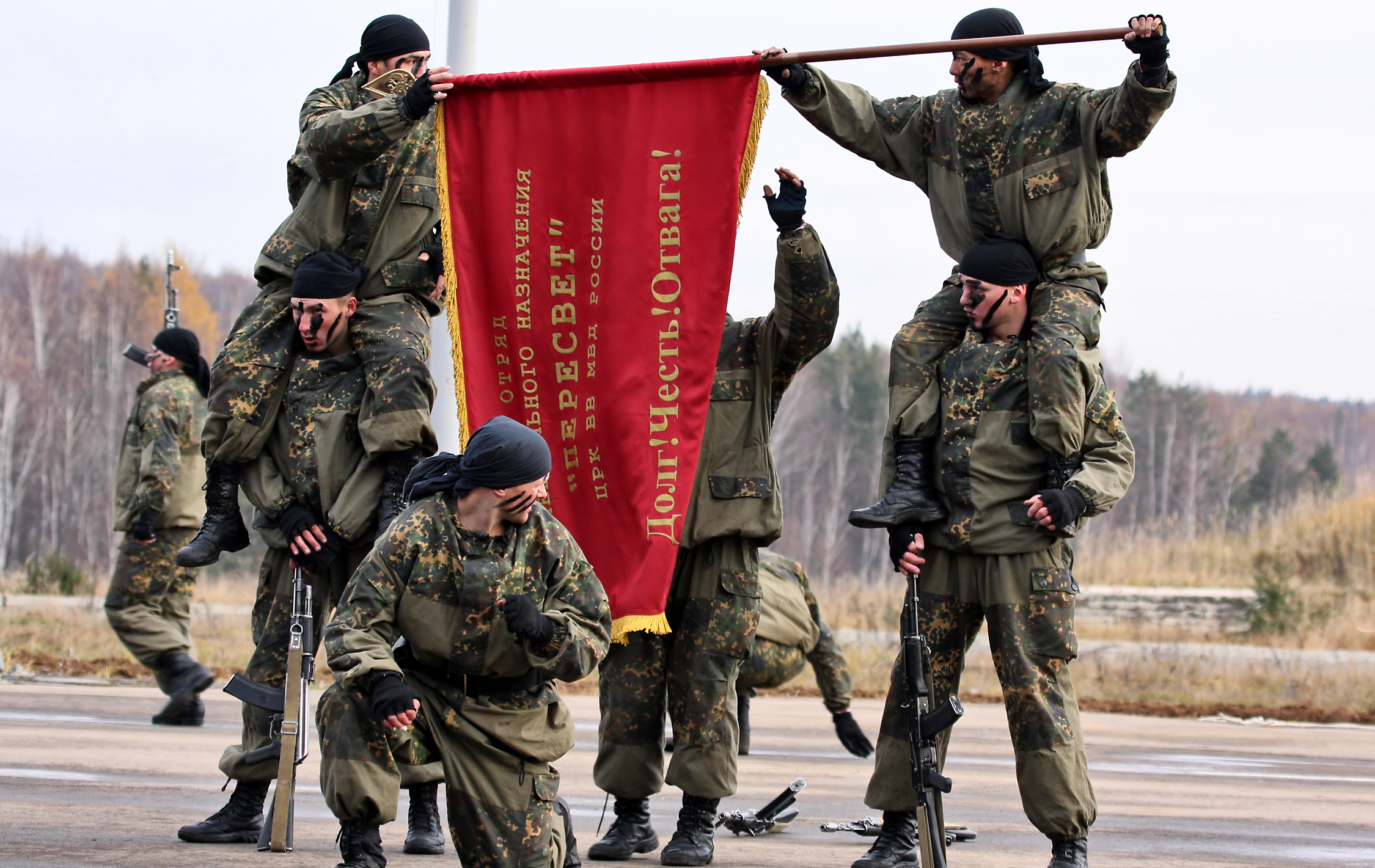
«Пересвет» на Интерполитехе 2010.

На отряд возлагаются следующие задачи:
- Участие в разоружении и ликвидации незаконных вооружённых формирований, организованных преступных групп, пресечении массовых беспорядков, сопровождающихся вооружённым насилием, изъятии у населения незаконно хранящегося оружия;
- Участие в пресечении актов терроризма;
- Участие в обезвреживании лиц, захвативших заложников, важные государственные объекты, специальные грузы, сооружения на коммуникациях, а также здания органов государственной власти;
- Участие в обеспечении безопасности должностных лиц и отдельных граждан Российской Федерации в соответствии с законодательством Российской Федерации[1]

Считаю, что спецназ сегодня достойно выполняет возложенные на него задачи, и эти ребята, которые проходят службу во вновь сформированном отряде, в состоянии выполнить любую возложенную на них задачу— Генерал армии Рогожкин Н.Е.
Основные мероприятия, в которых принимает участие отряд — совместная с органами Внутренних дел деятельность по охране общественного порядка и обеспечение общественной безопасности путём несения патрульно-постовой службы в столице. Также это и борьба с терроризмом.

## История

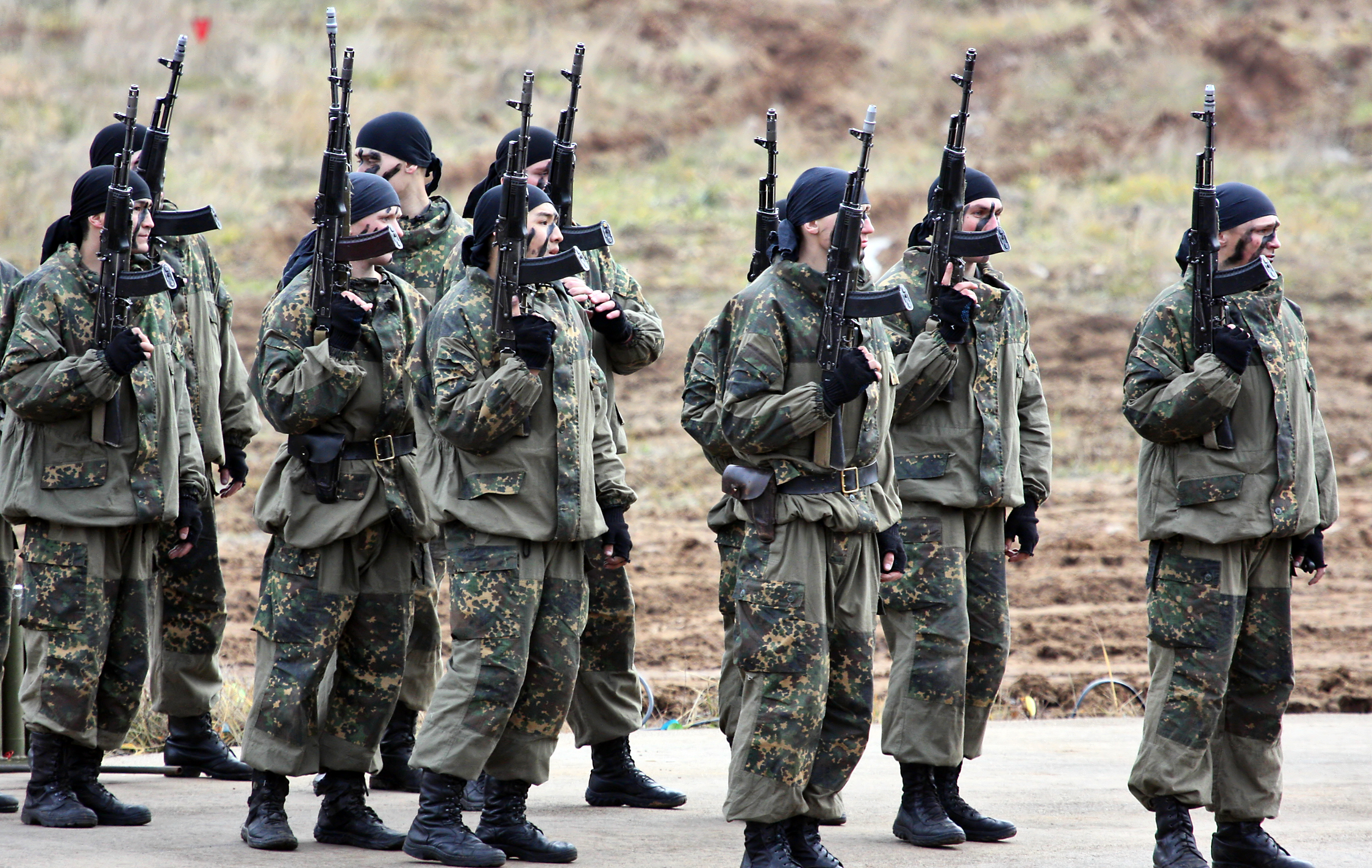
«Пересвет» на Интерполитехе 2010

Отряд специального назначения «Пересвет» был сформирован в 2006 году на основании приказа главы МВД России. Он был образован на базе частей 55-й дивизии ВВ МВД России — 293-го отдельного разведывательного батальона «Пересвет», ОИСБ, Специального моторизированного полка.
Отряд вошёл в состав 55-й дивизии внутренних войск МВД России. Предполагалось, что отряд будет участвовать совместно с органами внутренних дел в охране общественного порядка, обеспечении безопасности населения в Москве и борьбе с различными проявлениями терроризма. Личный состав отряда проводил боевое слаживание в течение двух месяцев на базе учебного центра в Смоленске. Костяк отряда составили участники кампании в Чечне, которые в ходе обучения овладели тактическими приемами и способами борьбы с террористами и освобождения заложников.
Дислокация: Московский военный округ ВВ, г. Москва, Ленинградское шоссе д. 23а.